# Полянские Выселки (Скопинский район)
Полянские Выселки — поселок в Скопинском районе Рязанской области. Входит в Шелемишевское сельское поселение.

## География
Находится в западной части Рязанской области на расстоянии приблизительно 14 км на юго-восток по прямой от железнодорожного вокзала в городе Скопин у южной границы села Новобараково.

## История
Уже на карте 1941 годы здесь был отмечено поселение (без приведения названия). Поселок остается жилым несмотря на отсутствие прописанных жителей.

## Население
Численность постоянного населения не была учтена как в 2002 году, так и в 2010.